# Ann Deman

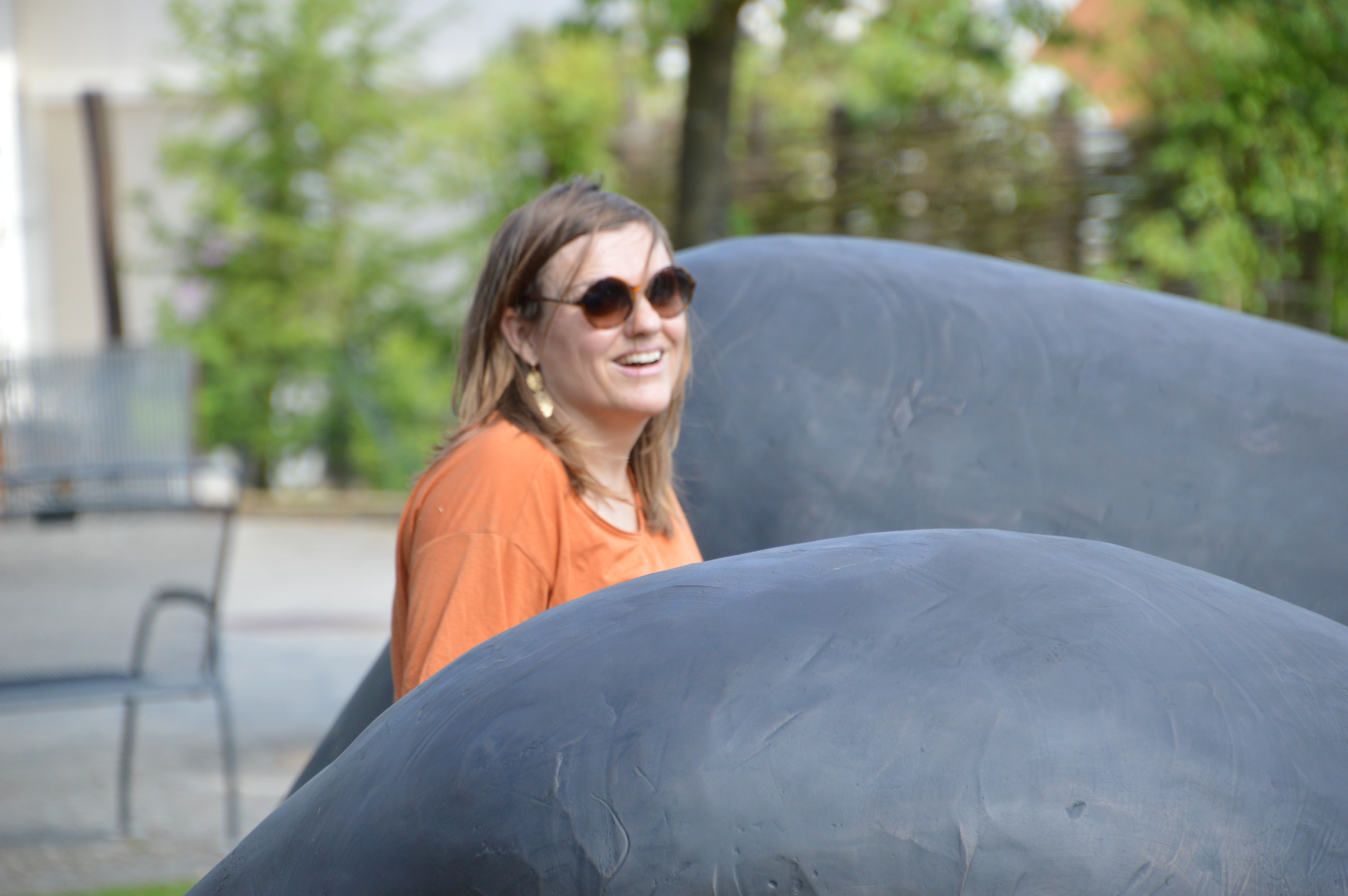
Ann Deman bij kunstwerk Moeder Aarde II in Horn

Ann Deman (Menen, 12 mei 1969) is een hedendaags Belgisch beeldend kunstenares. Twee van haar monumentale bronzen beelden liggen aan oever van de Leie: Moeder Aarde I in Sint-Martens-Latem en Moeder Aarde II in Kortrijk. Deman maakt werken waarbij verbinding met zowel de aarde als de toeschouwer centraal staat.  Zij woont en werkt in Tiegem.

## Biografie

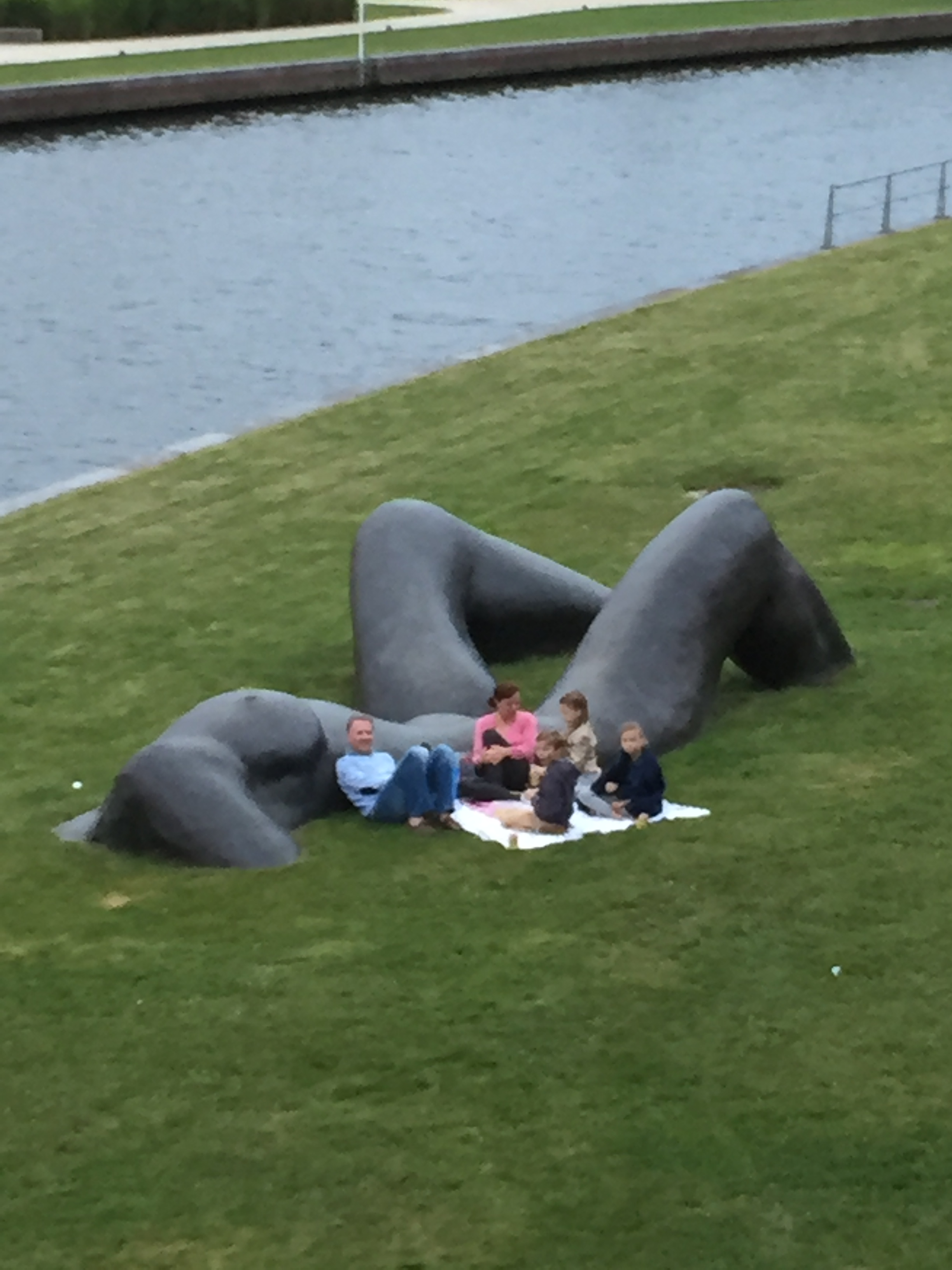
Moeder Aarde II

Deman studeerde Toegepaste Economische Wetenschappen aan de Universiteit van Leuven. Ze behaalde in 1994 haar master. Na haar studies was ze actief in het bedrijf van haar echtgenoot in Wallonië. In die periode werd ze moeder van 4 kinderen.
Eind jaren negentig kwam het gezin terug in Kortrijk wonen. Ann Deman vond geen voldoening in het zakenleven en wou een artistieke richting uitgaan. Daarom koos ze op latere leeftijd voor een opleiding "Beeldende Vormgeving" aan de Kunstacademie van Kortrijk. Ze kreeg er les van de Harelbeekse beeldhouwer Jean-Luc Verpoucke. Verpoucke stimuleerde haar om met uitvergrotingen te werken. Hierdoor ontstond haar belangstelling voor de monumentale kunst. Ze werd beïnvloed door het werk van Georges Grard, een van de grootste figuratieve beeldhouwers van België. 
Ze maakte haar beelden in klei. Haar monumentale beelden werden later in brons gegoten.
In 2009 kon ze haar monumentale werk Moeder Aarde I, dat ze in 2004 had gerealiseerd, installeren in Sint-Martens-Latem. Het werk werd in 2021 door de gemeente aangekocht. Na een passage in Deurle en Merendree exposeerde Ann Deman in 2013 in Chateau De Seneffe met Moeder Aarde II, het tweede deel van haar monumentaal tweeluik. Het beeld vormde de affiche voor de tentoonstelling van die jaargang. In 2014 verhuisde het werk naar Kortrijk waar het aan de linkeroever van de Leie aan het Koning Albertpark werd geïnstalleerd. In 2019 kocht de stad Kortrijk dit werk aan.
In 2018 werden diverse werken tentoongesteld tijdens edities van Artwalk op de terreinen van Ciro in Horn, Nederland. Daarna ging ze kleinere beelden maken en in een latere fase ging ze met porselein werken.  Haar installatie Journey, waar ze vijf jaar aan werkte bestaat uit 54 unieke foetussen uit porselein. In 2019 kwam ze voor het eerst in Museum Kortrijk met haar andere werken naar buiten. Ze toonde haar installatie Journey op de middenverdieping van de Broeltorens in Kortrijk. Op de bovenverdieping toonde ze voor eerst haar installatie Connection.
De installatie Journey werd in 2022 tentoongesteld in het museum Gevaert-Minne te Sint-Martens-Latem, samen met beelden van Georges Minne onder de titel "Beeldende Kracht van de Verbinding".